# Lèmur mostela de Randrianasolo
El lèmur mostela de Randrianasolo (Lepilemur randrianasoloi) és un lèmur mostela. Com tots els lèmurs, és endèmic de Madagascar. Mesura un total de 49-56 cm, dels quals 21-26 cm pertanyen a la cua. Viu a l'oest de Madagascar.
En un primer moment, fou anomenat L. randriansoli, però més endavant es descobrí que el seu nom era erroni i se'l reanomenà L. randrianasoloi l'any 2009.